# Rhacocarpus purpurascens
Rhacocarpus purpurascens là một loài rêu trong họ Rhacocarpaceae. Loài này được (Brid.) Paris mô tả khoa học đầu tiên năm 1900.